# Martin Wolf (Filmeditor)
Martin Wolf ist ein deutscher Filmeditor. Er lebt in Köln.

## Leben
Martin Wolf studierte Theater-, Film- und Fernsehwissenschaften an der Universität Köln. Durch Praktika und Volontariat beim Cologne Broadcasting Center, einer Produktionstochtergesellschaft der Mediengruppe RTL Deutschland kam er zum Filmschnitt.
Seit 1997 arbeitete er als Editor unter anderem mit den Regisseuren Tobi Baumann, Arne Feldhusen, Dirk Gion, Wolfgang Groos, Leander Haußmann, Richard Höfler, Francis Meletzky, Joseph Orr, Thomas Piepenbring, Holger Schmidt, Christoph Schnee und Sönke Wortmann zusammen.
Seit 2007 ist Martin Wolf Gastdozent an der Filmakademie Ludwigsburg im Studiengang Schnitt/Montage.

## Filmografie

### Filme
- 2004: Earthflyer
- 2005: Beyond Fear (Dokumentarfilm)
- 2005: Striped Hunters (Dokumentarfilm)
- 2006: Vollidiot
- 2007: Zwei Weihnachtsmänner (Fernsehfilm)
- 2009: Hangtime
- 2010: Vorstadtkrokodile 3
- 2011: Max Raabe in Israel (Fernsehdokumentarfilm)
- 2011: Das Hochzeitsvideo
- 2014: Dessau Dancers
- 2015: Frau Müller muss weg!
- 2016: Robbi, Tobbi und das Fliewatüüt
- 2018: Meine teuflisch gute Freundin
- 2018: Der Vorname
- 2020: Contra
- 2021: Nächste Ausfahrt Glück – Beste Freundinnen
- 2021: Friesland: Haifischbecken
- 2022: Der Nachname
- 2024: Der Spitzname
- 2024: Für immer Freibad (Fernsehfilm)
- 2025: Ein ganz großes Ding (Fernsehfilm)

### Fernsehserien
- 2001: Switch (4. Staffel)
- 2001: Micromania
- 2001–2009: Ladykracher (1.–5. Staffel)
- 2003: Sechserpack (1. Staffel)
- 2003: Berlin, Berlin (3. Staffel)
- 2004: Ohne Worte
- 2004: Pastewka (Pilotfolge)
- 2004: LiebesLeben
- 2004–2009: Stromberg (1. & 2. Staffel, 4. Staffel)
- 2005: Die Abstauber (Pilotfolge)
- 2005: Freunde für Immer
- 2005–2007: Dr. Psycho (Pilotfolge & 1. Staffel)
- 2007: Kinder, Kinder
- 2007: Mord mit Aussicht (1. Staffel)
- 2012: Pastewka
- 2012–2013: Add a Friend (1. & 2. Staffel)
- 2015: Weinberg (1. Staffel)
- 2017: Wilsberg: Straße der Tränen
- 2017: Wilsberg: Alle Jahre wieder
- 2023: Schlafende Hunde